# Macropsis vittata
Macropsis vittata är en insektsart som beskrevs av Matsumura 1920. Macropsis vittata ingår i släktet Macropsis och familjen dvärgstritar. Inga underarter finns listade i Catalogue of Life.